# Raimundo de Toledo
Dom Raimundo de Toledo, também Raimundo de Sauvetat, OSB, (1109, Gasconha, França - 1152, Toledo, Castela) foi um monge beneditino, que atuou como arcebispo de Toledo.
Raimundo foi um dos muitos monges cluníacos franceses que, sob a liderança de Bernardo de Cluny, foi para a Península Ibérica para reformar a igreja espanhola durante a era do rei Alfonso VI. Em 1109, Raimundo foi nomeado bispo da Diocese de Osma, mas foi desapossado e preso em 1111 pelo sucessor de Afonso VI, Afonso I de Aragão, por se opor ao seu casamento com a filha de Afonso VI, Urraca. Essa perseguição o recomendou ao rei Afonso VII de Leão e Castela, de quem se tornou chanceler. Com a morte de Bernardo, Raimundo foi nomeado para sucedê-lo como arcebispo de Toledo e primaz da Espanha.
Seu trabalho mais importante foi a criação da Escola de Tradutores de Toledo. Raimundo também ordenou a reconstrução da Catedral de Toledo, reservando um espaço na construção para o trabalho dos tradutores.